# Labastide-Marnhac
Labastide-Marnhac is een gemeente in het Franse departement Lot (regio Occitanie). De plaats maakt deel uit van het arrondissement Cahors. Labastide-Marnhac telde op 1 januari 2022 1.316 inwoners.

## Geografie
De oppervlakte van Labastide-Marnhac bedroeg op 1 januari 2022 28,87 vierkante kilometer; de bevolkingsdichtheid was toen 45,6 inwoners per km².

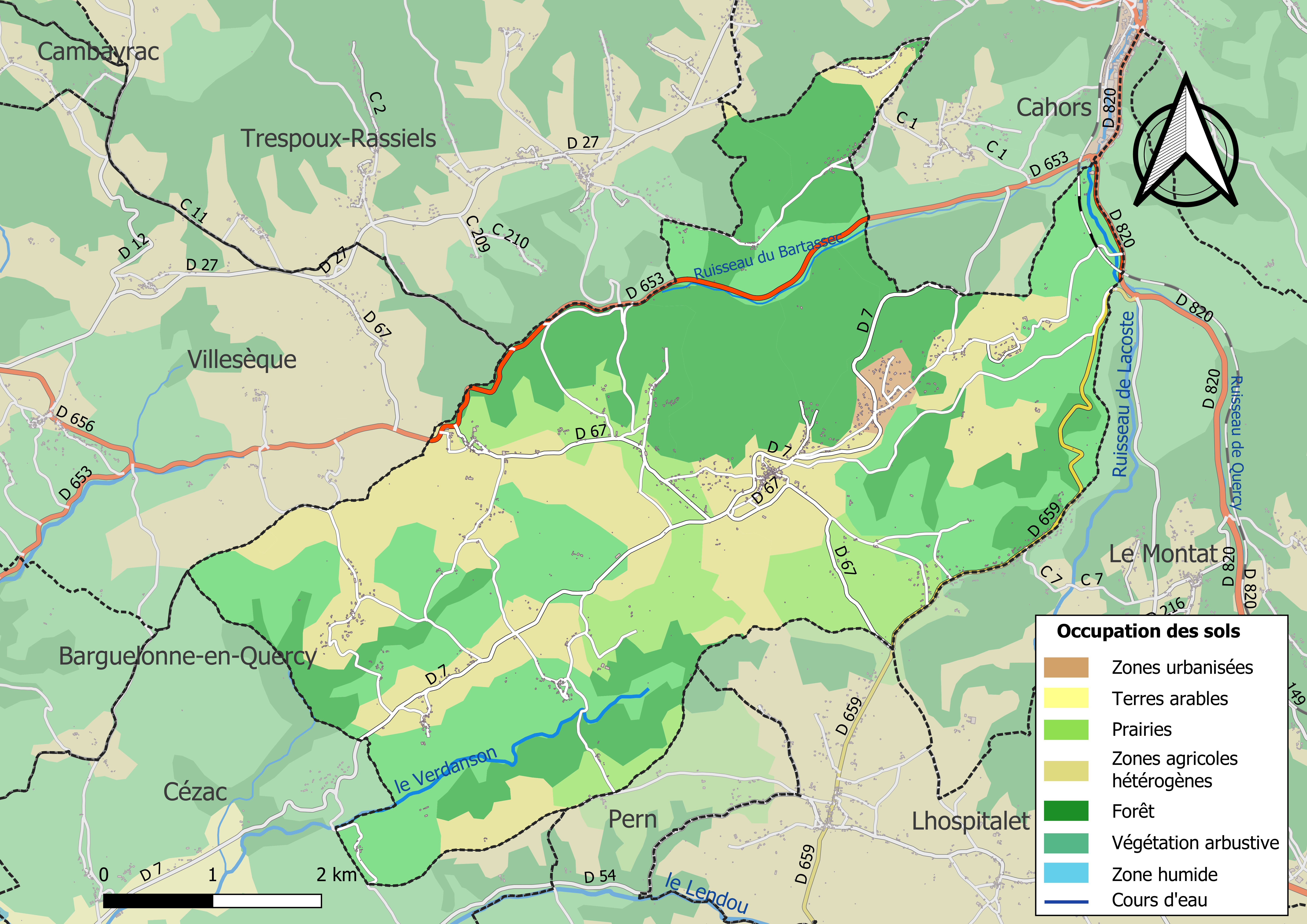
Kaart van de gemeente met de belangrijkste infrastructuur, bodemgebruik en omliggende gemeenten

## Verkeer en vervoer
In de gemeente ligt spoorwegstation Sept-Ponts.

## Demografie
Onderstaande figuur toont het verloop van het inwonertal (bron: INSEE-tellingen).